# بيستارز
بيستارز (باليابانية: ビースターズ، بالروماجي: Bīsutāzu ) (بالإنجليزية: BEASTARS)‏ هي سلسلة مانغا يابانية من تأليف ورسم بارو إيتاغاكي، نشرت من قبل أكيتا شوتين في مجلة شامبيون شونن الأسبوعية، منذ 8 سبتمبر عام 2016 حتى 8 أكتوبر عام 2020، وتكونت من 22 مجلدًا. أنتجت إلى أنمي تلفزيوني من قبل استوديو أورينج، عرض الأنمي منذ 8 أكتوبر عام 2019 واستمر عرضه حتى 25 مارس عام 2021، وتكون من 24 حلقة. 

## القصة
تدور أحداث القصة عن ليغوشي، هو ذئب رمادي كبير، وطالب خجول وهادئ في أكاديمية تشيريتون، حيث يعيش في صالة نوم مشتركة مع العديد من الطلاب آكلة اللحوم. ليغوشي هو عضو في نادي الدراما بالمدرسة، يعمل ليغوشي كعامل مسرحي ويدعم الممثلين في النادي.

## الشخصيات
ليغوشي (باليابانية: レゴシ، بالروماجي: Regoshi)
مؤدي الصوت: تشيكاهيرو كوباياشي
هارو (باليابانية: ハル، بالروماجي: Haru)
مؤدية الصوت: ساياكا سينبونغي
لويس (باليابانية: ルイ، بالروماجي: Rui)
مؤدي الصوت: يوكي أونو
جونو (باليابانية: ジュノ، بالروماجي: Juno)
مؤدية الصوت: أتسومي تانيزاكي
غوهين (باليابانية: ゴウヒン ، بالروماجي: Gouhin)
مؤدي الصوت: أكيو أوتسوكا
جاك (باليابانية: ジャック، بالروماجي: Jakku)
مؤدي الصوت: جونيا إينوكي
بيل (باليابانية: ビル، بالروماجي: Biru)
مؤدي الصوت: تاكاكي توراشيما
كولو (باليابانية: コロ، بالروماجي: Koro)
مؤدي الصوت: تاكيو أوتسوكا ‏
بوس (باليابانية: ボス، بالروماجي: Bosu)
مؤدي الصوت: يوشييوكي شيموزوما
سانو (باليابانية: Sanou، بالروماجي: サヌ)
مؤدي الصوت: فوكوشي أوتشياي
ميغونو (باليابانية: Miguno، بالروماجي: ミグノ)
مؤدي الصوت: يوما أوتشيدا

## وصلات خارجية
- موقع المانغا الرسمي نسخة محفوظة 22 يناير 2021 على موقع واي باك مشين. باللغة اليابانية
- موقع الأنمي الرسمي باللغة اليابانية
- بيستارز على موقع ANN manga (الإنجليزية)